# 菲诺堡
菲诺堡（義大利語：Casteldelfino）是意大利皮埃蒙特大区库内奥省的一个市镇。总面积33平方公里，人口182人，人口密度5.5人/平方公里（2009年）。ISTAT代码为004047。